# Oreopsyche malvinella
Oreopsyche malvinella är en fjärilsart som beskrevs av Milliére 1858. Oreopsyche malvinella ingår i släktet Oreopsyche och familjen säckspinnare. Inga underarter finns listade i Catalogue of Life.